# ايال بوكر
إيال آدي بوكر (بالإنجليزية: Eyal Adi Booker)‏، من مواليد 2 أغسطس 1995 في واتفورد، هارتفوردشير، هو عارض، مغن ومقدم برامج إنجليزي.

## وصلات خارجية
- ايال بوكر على موقع IMDb (الإنجليزية)
- ايال بوكر على موقع روتن توميتوز (الإنجليزية)